# Casato di Sassonia-Coburgo e Gotha

Stemma dei Sassonia-Coburgo-Gotha

Il casato di Sassonia-Coburgo e Gotha è una dinastia tedesca, la principale linea ereditaria del casato sassone dei Wettin, che governò i Ducati ernestini, incluso il ducato di Sassonia-Coburgo-Gotha.
Viene anche considerata casa reale di diverse monarchie europee, i cui rami cadetti regnano attualmente in Belgio, attraverso i discendenti di Leopoldo I, e nel Regno Unito, attraverso i discendenti del principe Alberto, marito della regina Vittoria, sebbene, a causa dei sentimenti antitedeschi presenti nel Regno Unito durante la prima guerra mondiale (soprattutto a seguito della deposizione dei Romanov - parenti stretti dei Coburgo-Gotha - con la rivoluzione di febbraio), nel 1917 il re Giorgio V abbia cambiato il nome della sua famiglia da Sassonia-Coburgo-Gotha in Windsor. Lo stesso è accaduto in Belgio, dove è stato cambiato in "van België" in olandese o "de Belgique" in francese.

## Storia
Leopoldo I, fratello minore di Ernesto I di Sassonia-Coburgo-Gotha, divenne Re dei Belgi nel 1831, ed i suoi discendenti continuano a servire come capi di Stato belgi. L'unica figlia femmina di Leopoldo, la principessa Carlotta del Belgio fu imperatrice del Messico come consorte di Massimiliano I del Messico nel corso del decennio del 1860.
Ferdinando, nipote di Ernesto, sposò la regina Maria II del Portogallo ed i suoi discendenti governarono il Portogallo fino al 1910, quando il paese divenne una repubblica.
Un altro membro della famiglia, anch'egli di nome Ferdinando, divenne prima principe ed in seguito zar di Bulgaria, ed i suoi discendenti regnarono quella nazione fino al 1946. L'attuale capo del casato di Bulgaria è lo zar Simeone II deposto ed esiliato durante la seconda guerra mondiale, ora con il nome di Simeon Sakskoburggotski e il 24 luglio 2001 venne eletto primo ministro di Bulgaria.
Nel 1826, un ramo cadetto della famiglia ereditò la tenuta principesca ungherese di Koháry e si convertì al Cattolicesimo. I suoi membri riuscirono a sposare una principessa imperiale brasiliana, un'arciduchessa austriaca, una principessa d'Orléans, una principessa del Belgio, ed una principessa di Sassonia.
La casa ducale consisteva di tutti i discendenti in linea maschile del duca Giovanni Ernesto di Sassonia-Coburgo-Saalfeld legittimamente nato da un matrimonio uguale, maschi e femmine, le loro mogli nei matrimoni uguali e autorizzati, e la loro vedove fino a nuovo matrimonio. Secondo la legge di successione dinastica del ducato di Sassonia-Coburgo e Gotha il titolo completo del duca era:

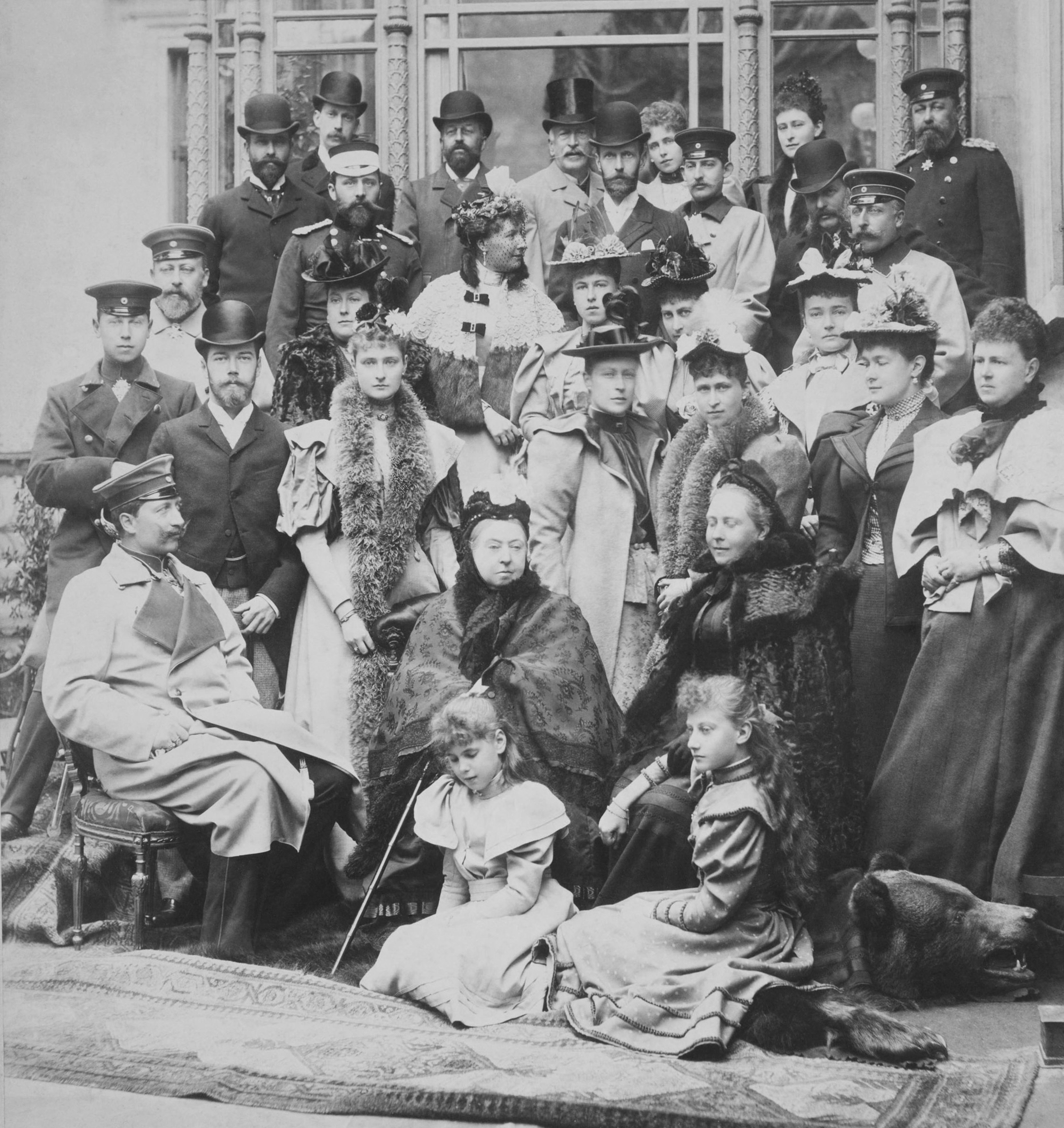
La regina Vittoria riunita a Coburgo nell'aprile 1894 insieme a tutta la sua estesa famiglia, da Nicola II di Russia (sarebbe diventato zar quello stesso anno) al kaiser Guglielmo II e al resto dei parenti e affini del casato Sassonia-Coburgo-Gotha. (cliccare per visualizzare la foto su Commons e vedere tutte le persone raffigurate in dettaglio)

## Rami

### Ramo ducale

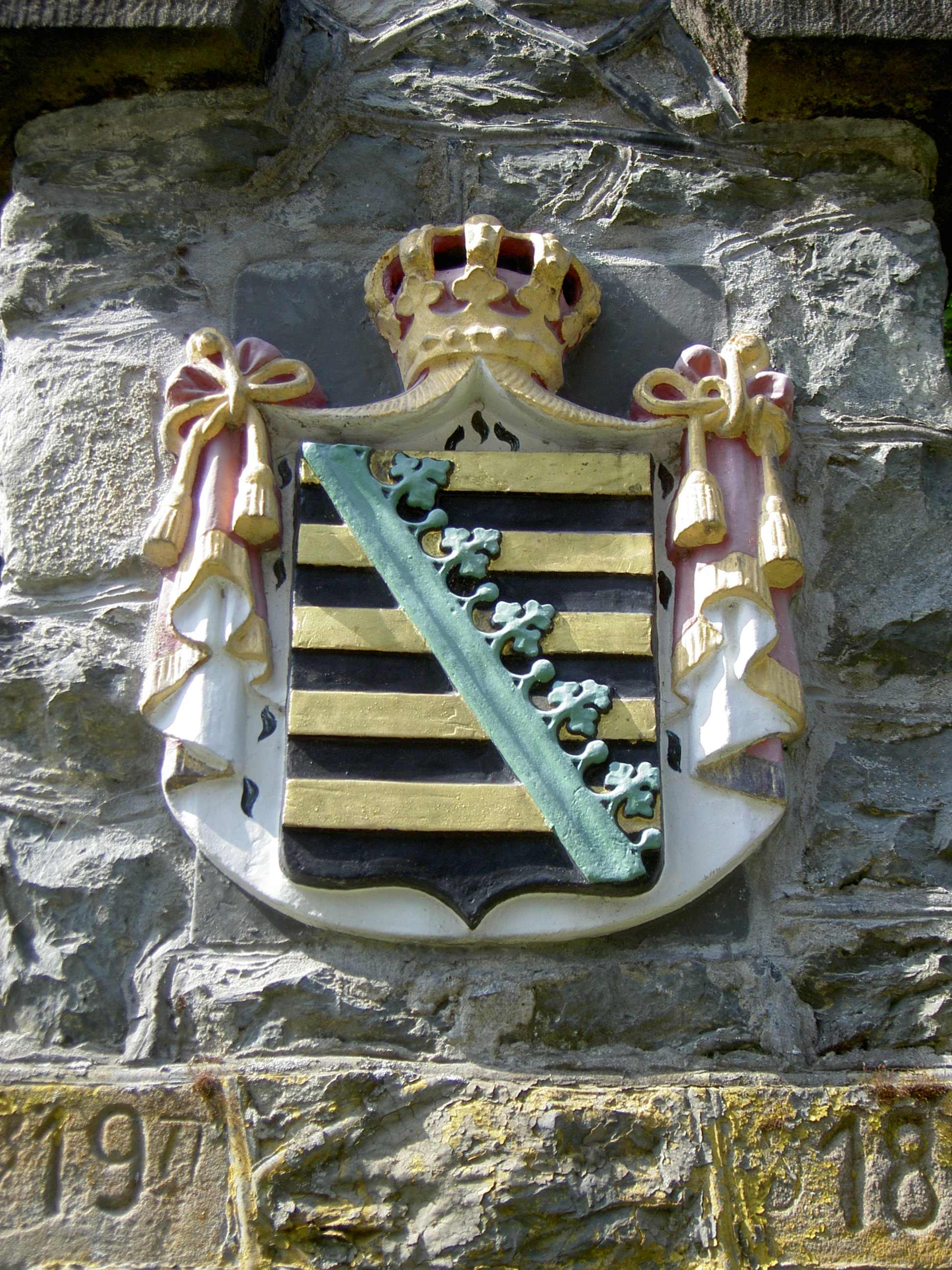
Stemma dei Duchi ernestini di Sassonia

#### Duchi, 1826–1918
- Ernesto I (1826–1844)
- Ernesto II (1844–1893)
- Alfredo (1893-1900)
- Carlo Edoardo (1900-1918)

#### Capi della casata dal 1918
- Carlo Edoardo (1918-1954)
- Federico Giosia (1954-1998)
- Andrea (1998-2025)[2]
- Uberto (dal 2025)

Sebbene il ramo ducale sia eponimo con la dinastia, il suo capo non è genealogicamente il membro più anziano della famiglia per Primogenitura agnatica. Nel 1893 il duca regnante morì senza figli, quindi il trono di Sassonia-Coburgo e Gotha sarebbe dovuto passare in successione per primogenitura maschile al ramo britannico discendente dal principe Alberto. Tuttavia i discendenti di Alberto, in quanto eredi al trono britannico, avallarono una ratifica alla legge del ducato, che sancì il trono ducale quale Appannaggio di secondogenitura per i principi più giovani della famiglia reale britannica, appartenenti comunque alla casa di Wettin, e in successione ereditaria ai loro discendenti in linea maschile.
Invece che al futuro Edoardo VII del Regno Unito l'eredità del ducato fu dirottata verso il fratello minore secondogenito, il principe Alfredo, duca di Edimburgo e, alla morte di quest'ultimo, senza figli sopravvissuti, al nipote del principe Alberto e della regina Vittoria, figlio del principe Leopoldo duca di Albany, il principe Carlo Edoardo duca di Albany, saltando il principe Arturo, duca di Connaught e la sua linea maschile che, essendo più anziano di nascita del suo defunto fratello Leopoldo, rinunció al ducato in favore del nipote preferendo rimanere sul suolo britannico.
L'attuale capo del ramo ducale, Andrea di Sassonia-Coburgo-Gotha, è dunque l'erede e discendente tedesco di Carlo Edoardo. Qualora la sua linea maschile legittima dovesse estinguersi, la rivendicazione del ducato sassone torneranno alla linea maschile di Edoardo VII, attualmente rappresentato in capo dal principe Richard, duca di Gloucester.

### Regno del Belgio

Stemma della famiglia reale belga

- Leopoldo I (1831–1865)
- Leopoldo II (1865–1909)
- Alberto I (1909-1934)
- Leopoldo III (1934-1951)
- Baldovino (1951–1993)
- Alberto II (1993-2013)
- Filippo (2013-in carica)

#### Famiglia reale belga
A causa della prima guerra mondiale, il nome della famiglia fu cambiato in van België, de Belgique o von Belgien ("del Belgio"), a seconda delle tre lingue ufficiali del paese (olandese, francese e tedesco) in uso. Questo è il nome della famiglia che viene utilizzato sulle carte d'identità e in tutti i documenti ufficiali dai reali del Belgio (licenze di matrimonio, ecc...).

### Regno di Portogallo

Stemma del Casato di Braganza-Sassonia-Coburgo-Gotha

In Portogallo l'ex casa reale di solito non viene distinta dalla casa reale di Braganza
- Pietro V (1853–1861)
- Luigi I (1861–1889)
- Carlo I (1889–1908)
- Manuele II (r. 1908–1910, d.1932)

Manuele II morì senza figli nel 1932. Dopo la sua morte il trono fu rivendicato da un lontano cugino, Duarte Nuno di Braganza, pur non essendo discendente di Ferdinando II, né quindi del casato dei Sassonia-Coburgo e Gotha.

### Regno di Bulgaria
- Ferdinando I (1887–1918)
- Boris III (1918–1943)

Stemma della famiglia reale bulgara

- Simeone II (1943-1946) Nel 2001 è stato eletto[4] Primo ministro di Bulgaria come Simeone di Sassonia-Coburgo e Gotha, anche conosciuto come Simeon "Sakskoburggotski".[5][6][7]

### Regno Unito
- Edoardo VII (1901-1910)

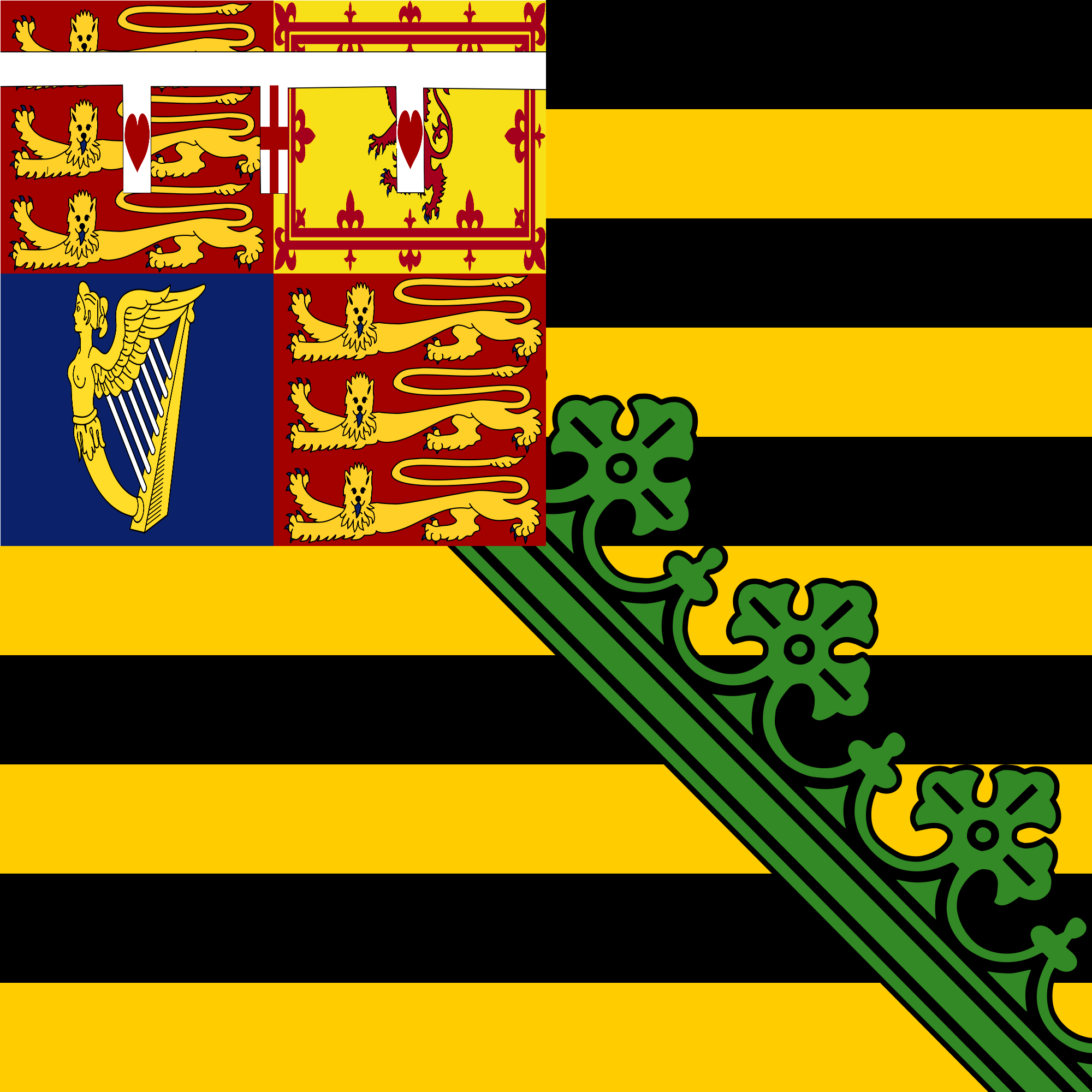

- Giorgio V (1910–1936, fino al 1917 quando il nome fu cambiato e la casa reale e la famiglia saranno noti come Windsor)
- Edoardo VIII (1936)
- Giorgio VI (1936-1952)
- Elisabetta II (1952-2022)
- Carlo III (2022-regnante)

Ad Elisabetta II è succeduto il figlio Carlo III, il casato di Sassonia-Coburgo e Gotha è succeduto patrilinearmente il casato di Schleswig-Holstein-Sonderburg-Glücksburg, un ramo cadetto del casato degli Oldenburg. Tuttavia, per Order in Council del 1960, anche i suoi figli portano il nome di Windsor, e quindi la dinastia regnante continua con questo nome senza cambiamenti.
Secondo il sito ufficiale della monarchia britannica, tuttavia, "l'unico monarca britannico del casato di Sassonia-Coburgo e Gotha fu re Edoardo VII, che regnò per nove anni. Re Giorgio V ha sostituito il titolo dal suono tedesco con il nome di Windsor durante la prima guerra mondiale. Il nome di Saxe-Coburg and Gotha sopravvive in altri regni europei, tra cui le ex monarchie di Portogallo e Bulgaria e nella famiglia reale belga fino al 1920."

### Regno d'Italia
In Italia l'esponente più in vista di un ramo dei Sassonia-Coburgo-Gotha fu la principessa e poi regina consorte d'Italia per poco più di un mese nel 1946 Maria José del Belgio, figlia del re Alberto I del Belgio e moglie del principe ereditario e poi re Umberto II di Savoia.